# John Austrheim
John Austrheim (10 octobre 1912 - 13 avril 1995) est un agriculteur et homme politique norvégien du Parti du centre.

## Biographie
Né à Gloppen, Sogn og Fjordane, Austrheim n'a qu'une éducation primaire et travaille comme agriculteur lorsqu'il est élu maire de sa municipalité de Gloppen en 1955. Il a auparavant été membre du conseil municipal de 1945 à 1951 et reste maire jusqu'en 1962. En 1967, il est élu chef du Parti du centre, poste où il succède à Per Borten, alors Premier ministre. Austrheim occupe ce poste jusqu'en 1973.
Il est élu au Parlement norvégien pour Østfold en 1961 et est réélu à trois reprises. Il a auparavant occupé le poste de représentant adjoint au cours du mandat 1958-1961. Le cabinet de Borten démissionne en 1971, mais lorsque le Parti du centre revient au pouvoir le 18 octobre 1972, Austrheim est nommé ministre des Transports et des Communications dans le nouveau cabinet de Lars Korvald. Il occupe ce poste jusqu'à la démission du gouvernement le 16 octobre 1973. Durant son mandat au gouvernement, il est remplacé au Parlement norvégien par Ambjørg Sælthun et, brièvement, par Leiv Erdal.